# Temporada de furacões no Pacífico de 2025
A temporada de furacões no Pacífico de 2025 é a atual temporada de ciclones tropicais no Oceano Pacífico no hemisfério norte. O período começou oficialmente em 15 de maio no Oceano Pacífico Nordeste e em 1º de junho de no Pacífico Central. Ambas terminarão em 30 de novembro de 2024 e descrevem  o período de cada ano em que a maioria dos ciclones tropicais se formam na bacia do Oceano Pacífico, sendo adotadas por convenção. No entanto, a formação de ciclones tropicais é possível em qualquer época do ano.
A primeira tempestade o Pacífico nordeste (Alvin) foi nomeada em 29 de maio e uma quarta foi nomeada em 13 de junho, o que representa um início muito ativo para uma temporada de furacões. 

## Previsões
Antes de cada temporada de furacões no Pacífico, a Agência Nacional de Administração Oceânica e Atmosférica dos Estados Unidos (NOAA) e o Serviço Meteorológico Nacional (SMN) do México emitem prognósticos da atividade dos furacões. Em 7 de maio de 2025, o Serviço Meteorológico Nacional (SMN) emitiu sua primeira previsão para a temporada de furacões no Pacífico, prevendo uma temporada média mais alta com 16 a 20 tempestades nomeadas, 8 a 11 furacões e 4 a 6 grandes furacões. Em 17 de maio a NOAA previu de 1 a 4 ciclones tropicais no Pacífico central e em  22 de maio a Agência publicou sua previsão para o Pacífico oriental, prognosticando uma temporada mais ativa que a normal, com 12 a 18 tempestades nomeadas, 5 a 10 furacões e 2 a 5 grandes furacões, citando uma fase neutra contínua, a improbabilidade de um El Niño e a possibilidade de La Niña no verão.   

## Sistemas

### Alvin
Em 25 de maio, uma área de baixa pressão se desenvolveu ao sul da costa do sul do México. Na tarde de 28 de maio, a baixa pressão se desenvolveu na Depressão Tropical Um-E. A depressão se tornou mais organizada ao redor do centro e se fortaleceu na tempestade tropical Alvin na manhã seguinte. A tempestade continuou a se organizar melhor ao longo do dia, devido ao movimento em direção ao noroeste em um ambiente de temperaturas quentes da superfície do mar (TSM) e baixo cisalhamento do vento, fazendo com que seus ventos sustentados aumentassem para 60 mph (95 km/h).[12] No início de 30 de maio, a tempestade se moveu para um ambiente cada vez mais hostil com aumento do cisalhamento do vento e diminuição das TSMs, fazendo com que ela enfraquecesse. Mais tarde, na manhã de 31 de maio, Alvin degenerou em uma baixa pressão remanescente ao se aproximar da ponta sul da península da Baixa Califórnia.
O precursor de Alvin causou ventos fortes e chuvas intensas em El Salvador e Chiapas. Em El Salvador, vários edifícios foram danificados e mais de 50 pessoas ficaram feridas. Em Chiapas, a inundação matou uma pessoa.  As perdas agrícolas em Emiliano Zapata foram estimadas em Mex$ 310.000 (US$ 16.000).  Na Grande Cidade do México, a umidade remanescente de Alvin causou fortes chuvas e inundações repentinas em Coacalco de Berriozábal e Los Reyes La Paz. Vários veículos e estradas foram danificados pelas águas da enchente. Em Los Reyes La Paz, um grupo de pessoas em um carro foi arrastado pelas águas da enchente. Alvin também gerou fortes chuvas sobre a Cidade do México. Essas chuvas interromperam o metrô da Cidade do México e outras linhas de transporte público. [17] Além disso, a umidade remanescente de Alvin também atingiu o sudoeste dos Estados Unidos. 

### Dalila
No dia 10 de junho o Conágua do Mexico e o NHC começaram a monitorar uma área de disturbio no mar sudoeste do México. No dia 12 o sistema tinha 70% de chances de se tornar uma tempestade tropical, intensidade que alcançou no dia 13, quando foi nomeado Dalila, o quarto ciclone tropical no Pacífico leste nomeado em 2025. 